# Extreme-G 2
Extreme-G 2 – komputerowa gra wyścigowa wyprodukowana przez Probe Entertainment i wydana w 1998 roku przez Acclaim Entertainment. Gra ukazała się w 1998 na platformach Nintendo 64 i Microsoft Windows. Jest to kontynuacja gry Extreme-G. 
W Extreme-G 2, której akcja jest osadzona w hipotetycznym XXII wieku, gracz kieruje niezwykle szybkimi motocyklami, uczestnicząc w wyścigach motocyklowych. Gra łączy elementy zręcznościowe i symulacyjne.